# Humularia pseudaeschynomene
Humularia pseudaeschynomene är en ärtväxtart som beskrevs av Bernard Verdcourt. Humularia pseudaeschynomene ingår i släktet Humularia och familjen ärtväxter. Inga underarter finns listade i Catalogue of Life.